# Les Diplômés du dernier rang
Pour plus de détails, voir Fiche technique et Distribution.
Les Diplômés du dernier rang est une comédie française réalisée par Christian Gion en 1982.

## Synopsis
L'institut de droit et d'études politiques, grande école privée de gestion, est fréquentée par des étudiants qui, très occupés à l'extérieur, se rendent en cours comme on va dans un club. Ils ont aménagé un grand salon sous le dernier rang de l'amphithéâtre. Le directeur s'inquiète de voir leurs résultats baisser constamment…

## Fiche technique
- Titre : Les Diplômés du dernier rang
- Réalisation : Christian Gion
- Scénario : Christian Gion
- Acteurs principaux : Michel Galabru, Marie Laforêt, Patrick Bruel
- Dialogues : Christian Gion
- Musique : Olivier Dassault
- Société de production : Les Films du Gave
- Pays :  France
- Genre : comédie
- Durée : 85 minutes
- Date de sortie : 18 août 1982

## Distribution
- Patrick Bruel : Philippe
- Michel Galabru : Marcel, le directeur de l'école
- Henri Guybet : L'avocat
- Marie Laforêt : Dominique, la psychologue
- Catriona MacColl : Lucy
- Patrice Minet : Michel
- Charles Gérard : Le colonel du service militaire
- Bernard Musson : Le juge
- Marcel Gassouk : Le policier
- Jacques Martial : Mem
- Massaro Nagaiski : Zig-Zag
- Max Montavon : Le chauffeur précieux
- Christian Morin : Le ministre
- Hélène Zidi : Nadine
- Philippe Manesse : Robert
- Sonia Vareuil : Martine Francini
- Henry Czarniak : Le plaignant
- Walter Spanghero : Lui-même